# Église Saint-Sauveur de Skopje
L'église Saint-Sauveur ou de l'Ascension (Црква Св. Спас en macédonien ; Спас désignant aussi bien le Christ lui-même que son Ascension) est une église orthodoxe située à Skopje, en Macédoine du Nord. Elle se trouve dans le centre de la ville, dans le vieux bazar et en contrebas de la forteresse.
L'église est connue pour sa cour fermée où se trouve la tombe du héros bulgare Goce Deltchev. La tombe est fleurie tous les 4 mai, anniversaire de la naissance de Deltchev.

## Historique
L'édifice a été construit à la fin du XVIIe ou au début du XVIIIe siècle, après le gigantesque incendie qui a détruit la ville en 1689. L'église reçoit son aspect actuel après des restaurations massives au XIXe siècle. L'iconostase a été achevée en 1824 par des artisans du bazar. Elle fait dix mètres de long.

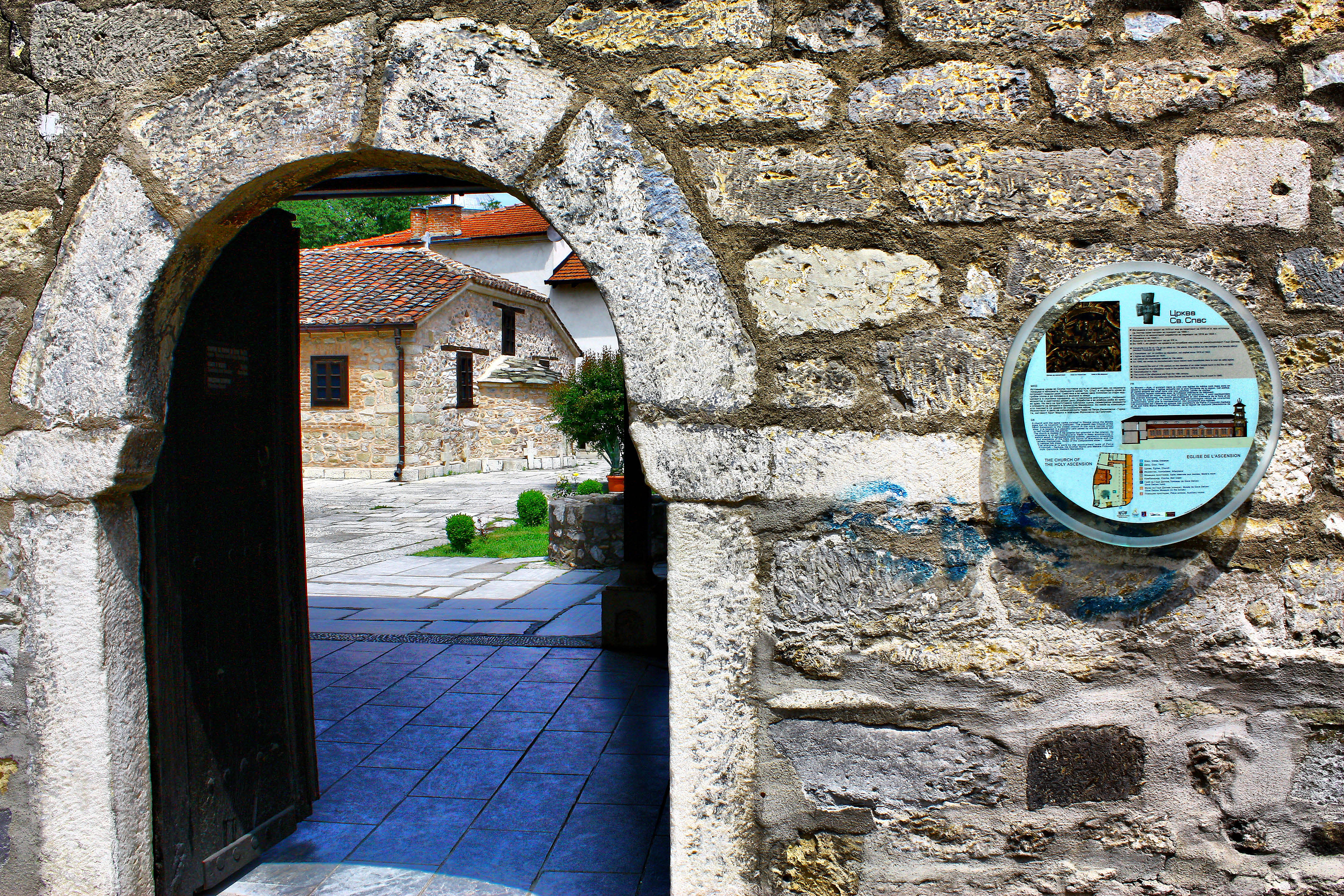
Le porche de la cour.
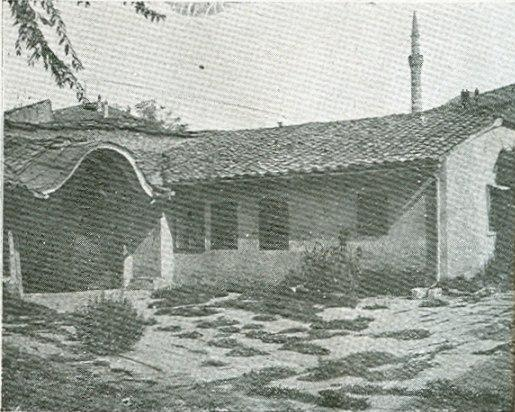
L'église dans les années 1920.
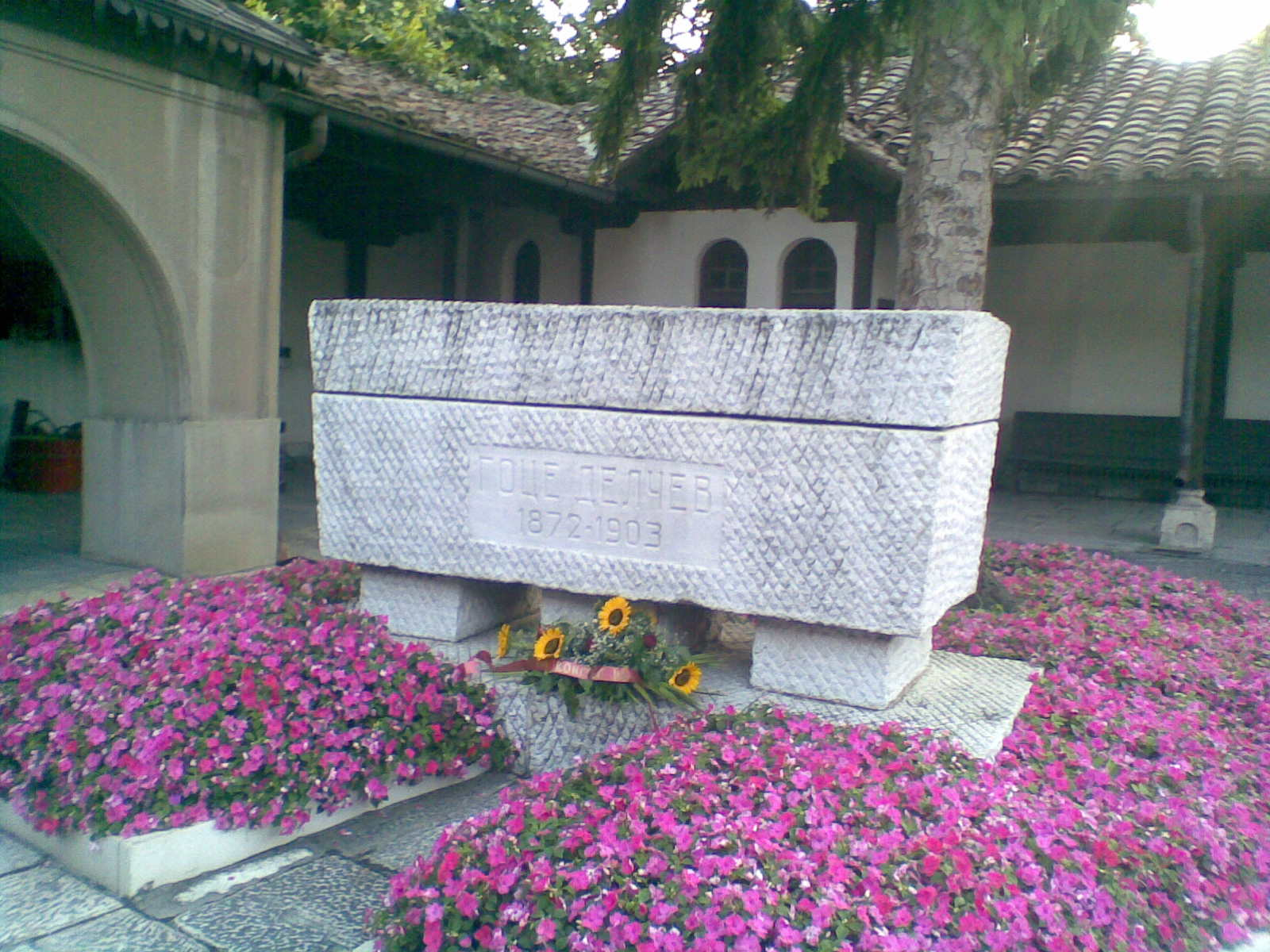
La tombe de Goce Delčev.
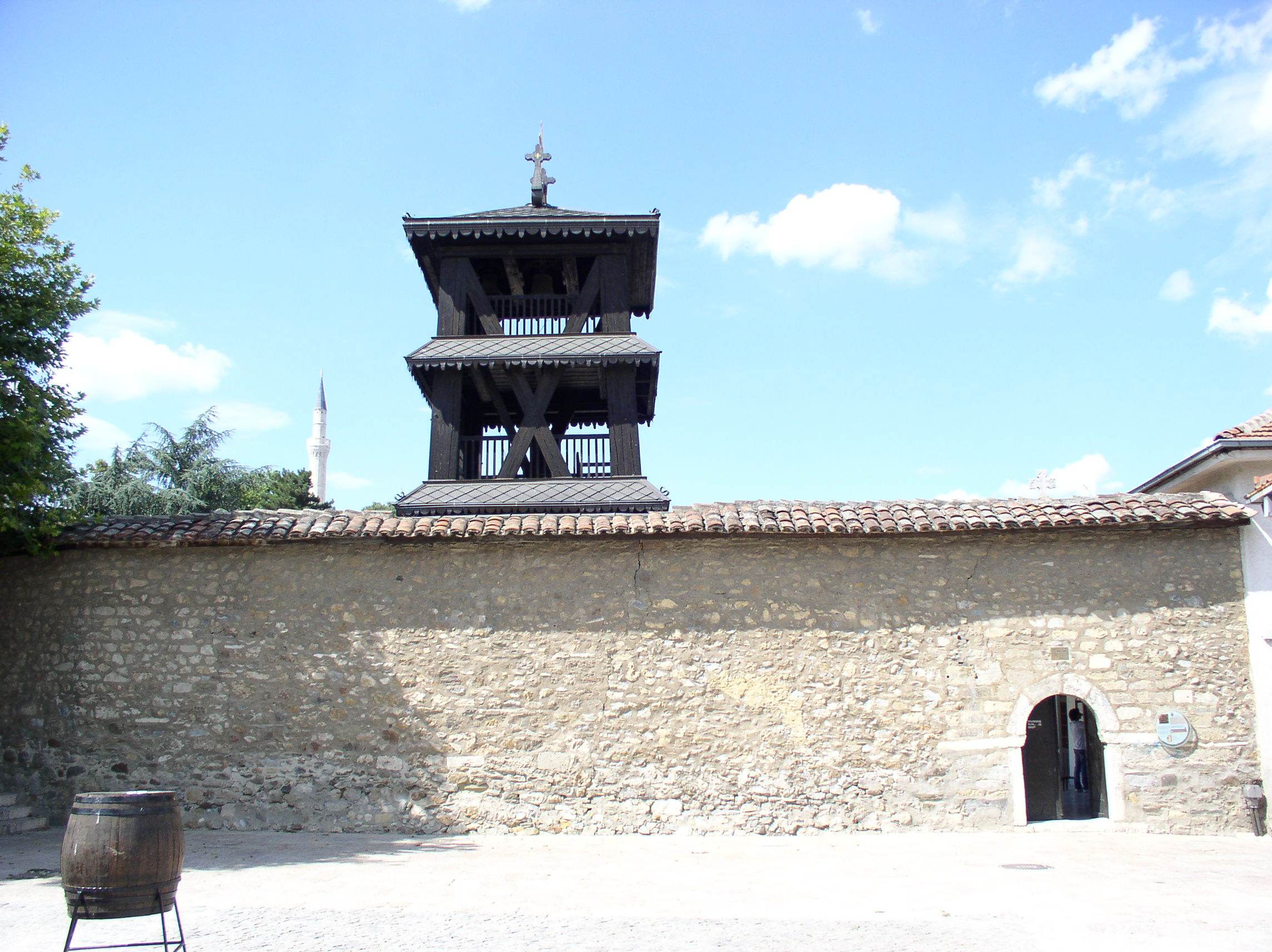
Vue du mur de la cour et du clocher en bois.
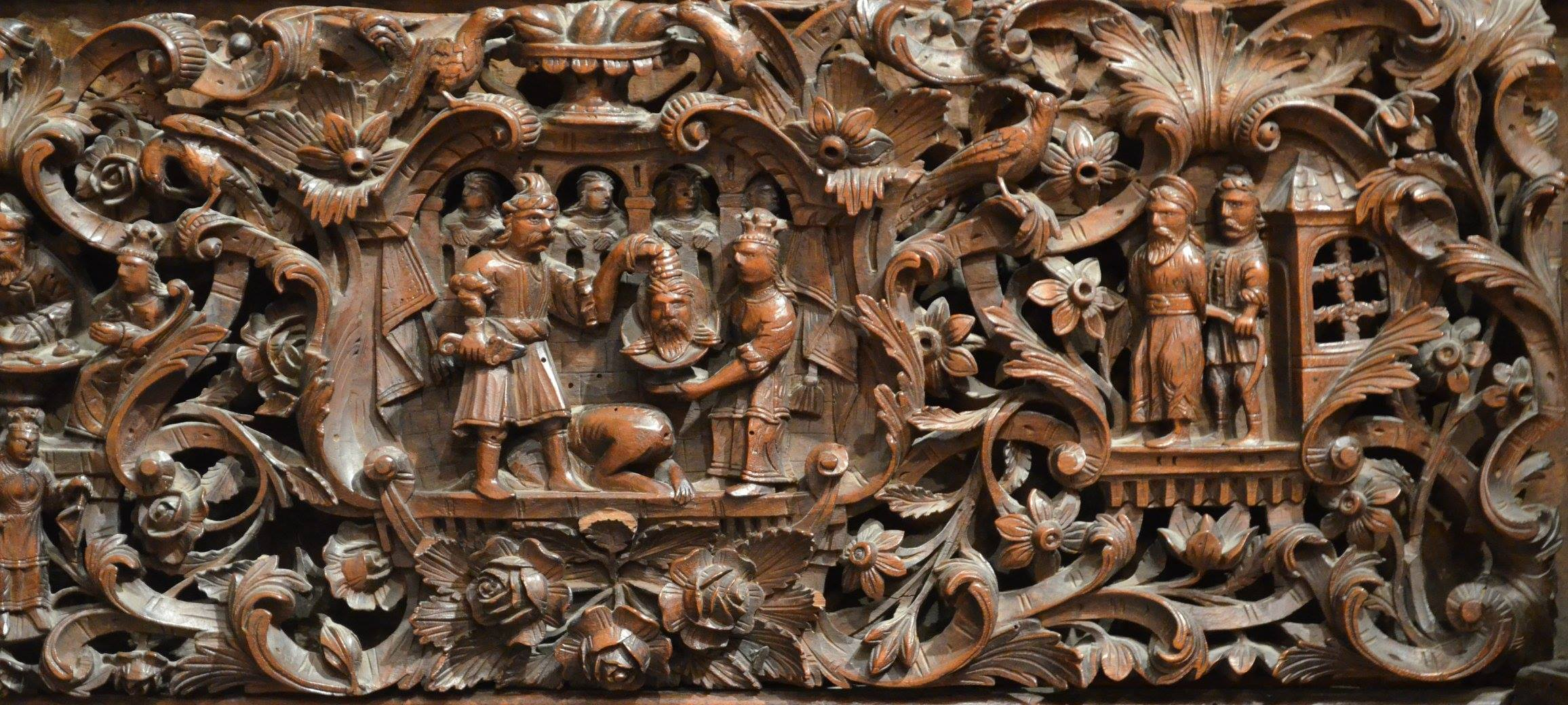
Iconostase, La Décollation de Jean Baptiste est réalisée par des personnages stylisés comme les Turcs ottomans.